# Хегай, Алексей Иванович
Алексей Иванович Хегай, также Хо Га И (허가이 (許哥而), 18 марта 1908, Хабаровск, Российская империя — 2 июля 1953, Пхеньян, КНДР) — российский и корейский революционер, партийный и государственный деятель КНДР.
Наряду с Пак Чхан Оком — один из представителей «советской фракции» в политической борьбе за руководящий пост Трудовой партии Кореи.

## Биография
Родился в Хабаровске в семье учителя корейской школы. Рано осиротев, вынужден был рано пойти работать, однако сумел окончить школу. В 1924 вступил в ВЛКСМ, после чего за несколько лет стал активным комсомольским работником, а в декабре 1930 — в ВКП(б). В сентябре 1932 избран секретарём Дальневосточного крайкома комсомола.
В мае 1933 году направлен ЦК ВЛКСМ в Кинешму Ивановской области на должность второго секретаря районного комитета комсомола.
В сентябре 1934 году переехал в Москву для учёбы в Всесоюзном коммунистическом сельскохозяйственном университете имени Я. М. Свердлова, однако в 1935 году отчислился оттуда, так как не имел средств на содержания своей большой семьи. Вернувшись на Дальний Восток, продолжил комсомольскую работу, сначала заведующим орготделом Амурского обкома ВЛКСМ, в 1936 году — первым секретарём Посьетского райкома комсомола, в середине 1937 года — вторым секретарём Посьетского райкома ВКП(б).
Осенью 1937 года был исключён из партии за «связь с врагами народа», и вскоре в ходе депортации корейцев в Среднюю Азию переселился в Янгиюль Ташкентской области, где работал бухгалтером в заготовительной конторе.
В 1939 году решением комиссии по пересмотру решений об исключении из партии был восстановлен в рядах ВКП(б), работал помощником секретаря Янгиюльского райкома, затем — инструктором райкома, заведующим организационным отделом, с лета 1941 года — вторым секретарём райкома, а в конце 1941 года переведён в Нижнечирчикский район на пост второго секретаря райкома ВКП(б).
В 1943 году назначен заместителем секретаря парткома на строительстве Фархадской ГЭС недалеко от Ташкента, где проработал почти до конца войны. В 1945-1946 гг. руководил строительством малых гидроэлектростанций в корейских деревнях под Ташкентом.

### Партийный работник в Корее
Осенью 1945 года Хегай был призван в армию и в числе советских корейцев, отобранных для работы в освобождённой Корее, был направлен в штаб 25-й армии в Пхеньян, где работал переводчиком.
Уже к концу 1945 года стал играть важную роль в восстанавливаемой на территории страны Коммунистической партии Кореи, занимал пост заведующего отделом труда Северокорейского бюро Корейской компартии.
В августе 1946 года после слияния Коммунистической партии Северной Кореи и Новой Народной партии Северной Кореи в единую Трудовую партию Северной Кореи, вошёл в состав её Политбюро и стал заведующим Организационным отделом ЦК. В сентябре назначен первым заместителем председателя и секретаря ЦК ТПСК, вошёл в состав Оргкомитета партии и возглавил Контрольную комиссию.
В 1949 году после слияния Трудовых партий Северной и Южной Кореи занял пост первого секретаря ЦК (при этом пост Председателя партии занял Ким Ир Сен). На этом посту отвечал как за руководство деятельностью партийных организаций ТПК на Севере, так и руководством коммунистического подполья на Юге.
После начала Корейской войны как глава Контрольной комиссии руководил проверкой тех членов партии, которые в период отступления северокорейской армии оказались на территории, занятой американскими войсками, что привело к массовым исключениям из партии, а также ужесточил условия приёма в ТПК. Такая линия вызвала резкую критику со стороны Ким Ир Сена, после чего А. Хегай был обвинен в «ликвидаторстве» и снят со своего поста. Он был переведён на должность заместителя Председателя кабинета министров и отвечал за руководство сельским хозяйством Северной Кореи. На этом посту также подвергался критике со стороны высшего партийного руководства.
Был найден застреленным в своём доме 2 июля 1953 года, по официальной версии — покончил жизнь самоубийством (возможно, из-за связей с «внутренней фракцией» ТПК, в отношении которой развернулись репрессии). Высказывались предположения, что его убили агенты Пан Хак Се по приказу Ким Ир Сена, который видел в Хегае опасного конкурента.
Его преемником на должности заместителя Председателя кабинета министров стал советский кореец Пак Ы Ван. 
Политическая борьба
В конце 1940-х годов Ким Ир Сен использовал противоречия между различными «национальными фракциями», чтобы занять руководящий партийный и государственный пост в КНДР. Ким Ир Сен, используя противоречия между «советскими представителями» Пак Чхан Оком и Хо Га И в их мнении о политическом развитии коммунистической Кореи, поддерживал более слабую позицию Пак Чхон Ока в борьбе против Хо Га И. После смерти Хо Га И в 1953 году Ким Ир Сен поддерживал «советскую фракцию» во главе с Пак Чхон Оком в политической борьбе с Цой Чхан Иком, который представлял в Трудовой партии Кореи «китайскую фракцию».

## Семья
Осенью 1927 года женился на Анне Иннокентьевне Ли (Ли Сун И), имел четырёх дочерей и сына. После смерти Анны в 1947 году женился в 1949-м на Нине Петровне Цой, дочери полковника-танкиста Советской армии, имел сына и от второго брака.